# Namazonurus
Namazonurus es un género de reptiles escamosos de la familia Cordylidae propios del sur de África.

## Especies
Según The Reptile Database:
- Namazonurus campbelli (Fitzsimons, 1938)
- Namazonurus lawrenci (Fitzsimons, 1939)
- Namazonurus namaquensis (Methuen & Hewitt, 1914)
- Namazonurus peersi (Hewitt, 1932)
- Namazonurus pustulatus (Peters, 1862)